# Röda gubben och gröna gubben

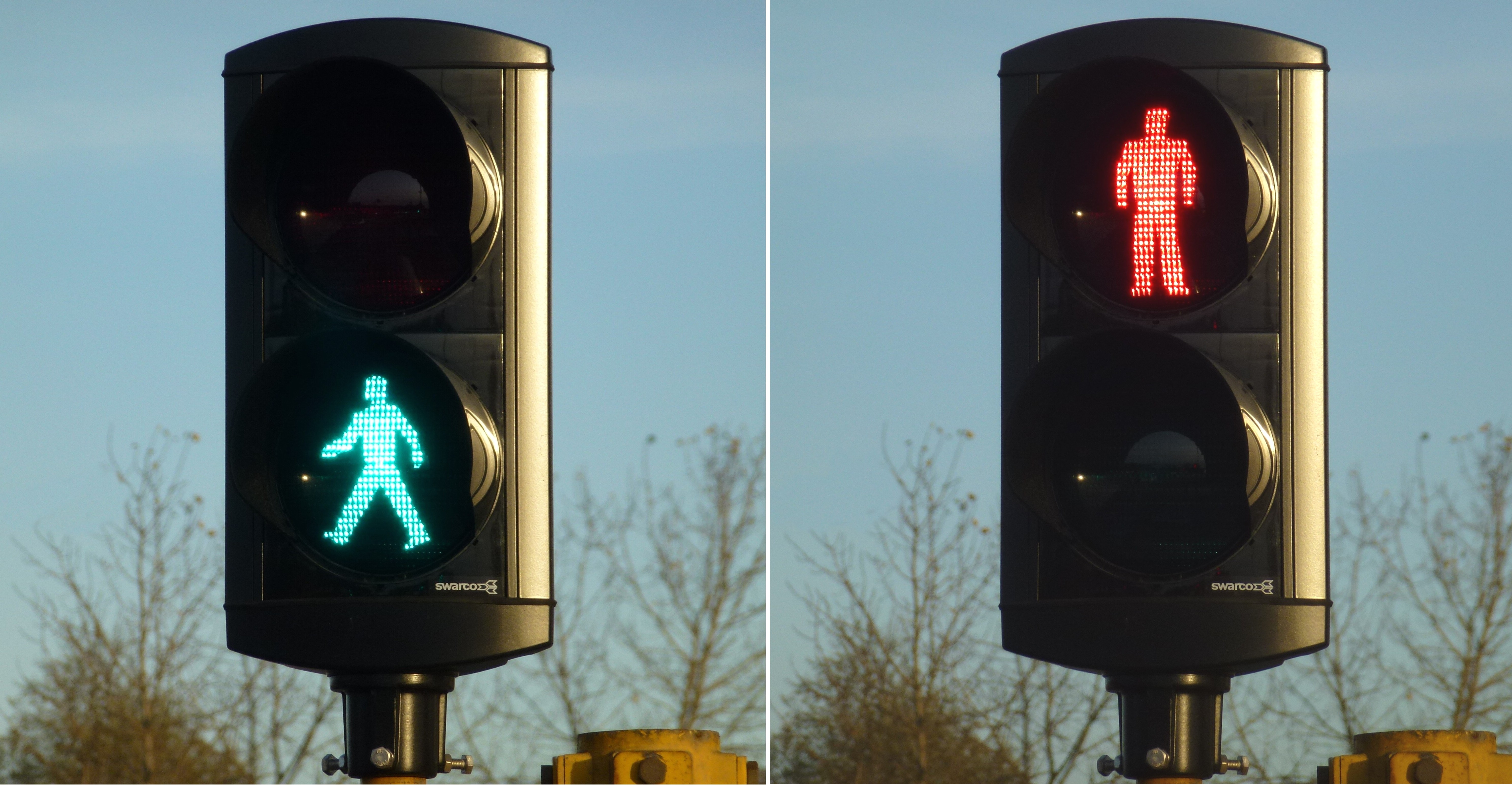
Grön och röd gubbe.

"Röda gubben och gröna gubben", även känd som "Röda gubben lyser" och "Gröna gubben lyser", är en svensk barnvisa från slutet av 1960-talet med temat trafik. Sången handlar om trafiksignaler. Texten skrevs av Gullan Bornemark, medan melodin är samma som används till "Gubben Noak" och "Björnen sover". Sången ingår i Anita och Televinken, som hade i syfte att lära barn hur man ska bete sig i trafiken.